# Кре, Марен
Марен Кре (нем. Mareen Kräh, 28 января 1984) — немецкая дзюдоистка, призёрка чемпионатов мира, Европы и Европейских игр.

## Биография
Родилась в 1984 году. В 2006 году стала бронзовой призёркой чемпионата Европы. В 2008 году стала обладательницей бронзовой медали чемпионата мира среди команд. В 2012 году вновь стала бронзовой призёркой чемпионата Европы. В 2013 году завоевала бронзовую медаль чемпионата мира. В 2014 году опять стала обладательницей бронзовой медали чемпионата мира среди команд. В 2015 году завоевала бронзовую медаль Европейских игр.